# Zainab Fasiki
Zainab Fasiki est une bédéiste et illustratrice féministe marocaine. Elle aborde des sujets tabous dans la société marocaine.

## Biographie
Zainab Fasiki est née en juillet 1994 à Fès. Diplômée de l'École nationale supérieure d'électricité et mécanique (ENSEM) de Casablanca, elle est également titulaire d'une patente professionnelle de bédéiste et d'illustratrice.
Fasiki intègre le collectif de bande dessinée marocain Skefkef et publie en 2017 une première bande dessinée féministe, Omor (Des choses), dans laquelle « elle explore les difficultés de la vie d'une femme au Maroc. Elle dénonce au fil des cases les inégalités homme-femme à travers les personnages de trois jeunes marocaines ». Très suivie sur les réseaux sociaux, ses dessins engagés de femmes nues (« montrant que le corps féminin peut être un objet artistique pas seulement un objet sexuel ») lui valent régulièrement des réactions enthousiastes ou hostiles,.
Zainab Fasiki une activiste qui défend les droits des femmes ; elle déclare en 2018 : « Mon objectif est d’aider dans la libéralisation des femmes MENA (Afrique du Nord et Moyen-Orient) des pressions familiales et du contrôle de la société et des médias ». Son art se concentre sur des sujets tabous dans la société marocaine, ainsi que les inégalités et les différentes formes de discriminations auxquelles font face les femmes dans le pays. Depuis février 2018, Fasiki est à l'initiative d'ateliers de formation dans des disciplines artistiques en lien avec les questions de genre pour inciter les femmes à embrasser des carrières artistiques. En février 2019, au sein de collectif Women Power, Fasiki « a formé une vingtaine de femmes au métier d'illustratrice » ; les travaux des auteures ont fait l'objet d'un recueil sur le harcèlement de rue sous le titre Women Power.
Elle est à l'initiative du projet « Hchouma », une plateforme éducative, gratuite et participative et qui a pour but d'éviter les problèmes sociaux comme la discrimination et les violences basées sur le genre. Fasiki déclare dans h24info en 2018 : « La seule façon de briser un tabou, c'est d'en parler. Ce projet vise à remplacer le manque d’éducation sexuelle, les tabous à l’école et entre les membres de la famille. Ces sujets sont très importants et méritent d’avoir une plateforme dédiée pour expliquer ces tabous, afin d’éviter les ambiguïtés et incompréhensions ».
En 2019 paraît une bande dessinée engagée sous le même titre, Hshouma (La Honte), plaidoyer « pour la liberté des mœurs, de la sexualité, de l'amour, et [qui] dénonce une société corsetée, génératrice de frustrations et de violences ». L'œuvre « se moque d'un masculinisme hypocrite et effrayé par les corps, faisant fi des canons de beauté imposés par les autres -les hommes ». En parallèle, Fasiki créé l'ouvrage Feyrouz Versus the World, « l'histoire d'une jeune fille qui, rêvant de faire le tour du monde, doit affronter sa famille conservatrice ».

## Œuvres
- Zainab Fasiki : Contributions à la BD Skefkef : ses publications portent sur l'éducation sexuelle et sont écrites en Darija (arabe marocain).
- Zainab Fasiki : Omor (Des choses) 2017 : une bande dessinée publiée sous licence libre et vendue à prix symbolique.
- Zainab Fasiki : Hshouma. Corps et sexualité au Maroc, Massot éditions, 2019.  (ISBN 979-10-97160-92-0) (BNF 45812042)
- Feyrouz Versus the World, 2019

## Prix et reconnaissance
En mars 2022, en parallèle à la 49e édition du Festival International de la Bande Dessinée d'Angoulême, Fasiki reçoit le Prix "Couilles au cul", décerné à un.e artiste dont l'oeuvre fait preuve de courage artistique dans le pays d'origine,.